# FR–F1
Az FR–F1 egy forgó-tolózáras precíziós ismétlőpuska, melyet a francia mesterlövészek használtak. A MAS (Manufacture d'Armes St. Etienne - egyike a francia kormányzati gyáraknak) gyártotta. Továbbfejlesztett változata az FR–F2, amely napjainkban is rendszerben van a francia fegyveres erőknél. A fegyvert a 7,5×54 mm MAS lőszerhez tervezték, mielőtt átalakították volna FR–F2-re, amely a 7,62×51 mm NATO lőszert használja. A fegyvert optikai irányzékkal is felszerelték, a francia hadsereg rendszeresített céltávcsöve az APX L806. A hatásos lőtávolsága 600-800 méter között van. Az egyik legpontosabb mesterlövészpuska, minősége a szabadon mozgó cső és a csőszájfék/stabilizátor hatékony kombinációjából ered, amely tompítja a cső vibrációját. Az FR–F1 ugyanazt a forgó-tolózáras tervezetet alkalmazza, mint a korábbi MAS–36 gyalogsági puska. Az FR–F1 puskát állítható villaállvánnyal szerelték fel, amely a fegyver hosszának közepén helyezkedik el.

## Alkalmazók
A francia hadsereg használta, de már felváltotta az FR–F2 mesterlövészpuska. A Francia Idegenlégió 2. ejtőernyős ezredének (Regiment Etranger de Parachutistes-2 REP) mesterlövészei használták, mikor bevetették őket 1978 májusában Dél-Zaire-ban, Shaba tartományban. Az FR–F1 puskát használták még a GIGN terrorelhárító csoport tagjai az 1976-os buszeltérítésnél Dzsibutiban.

## Galéria

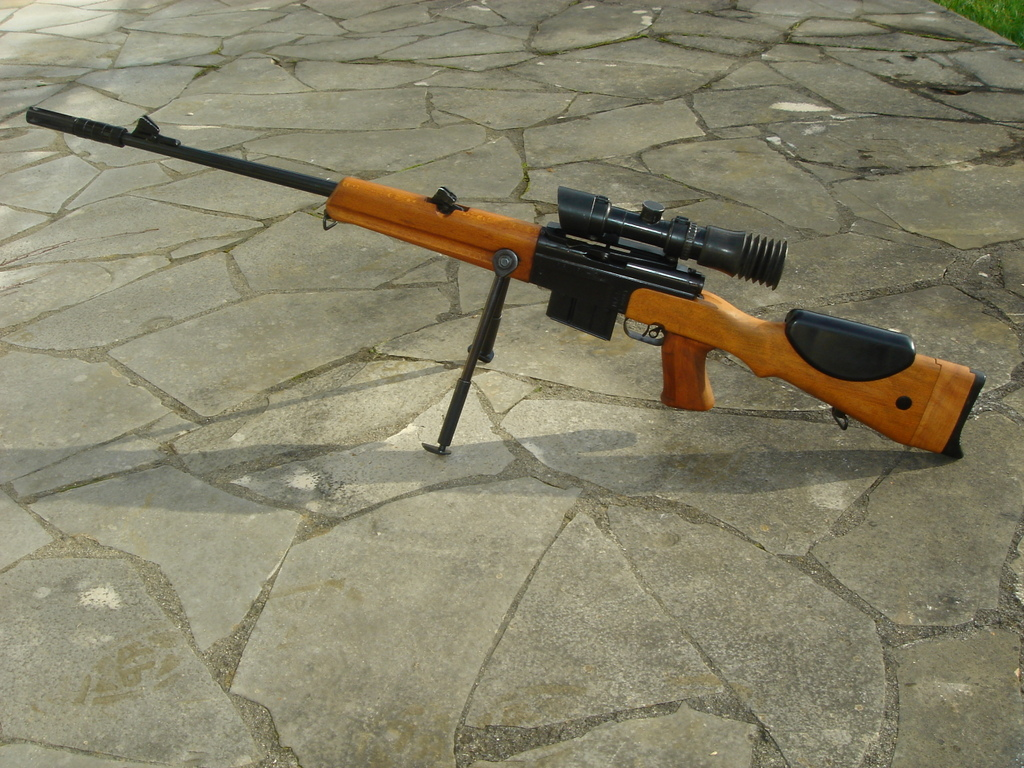
FR F1.
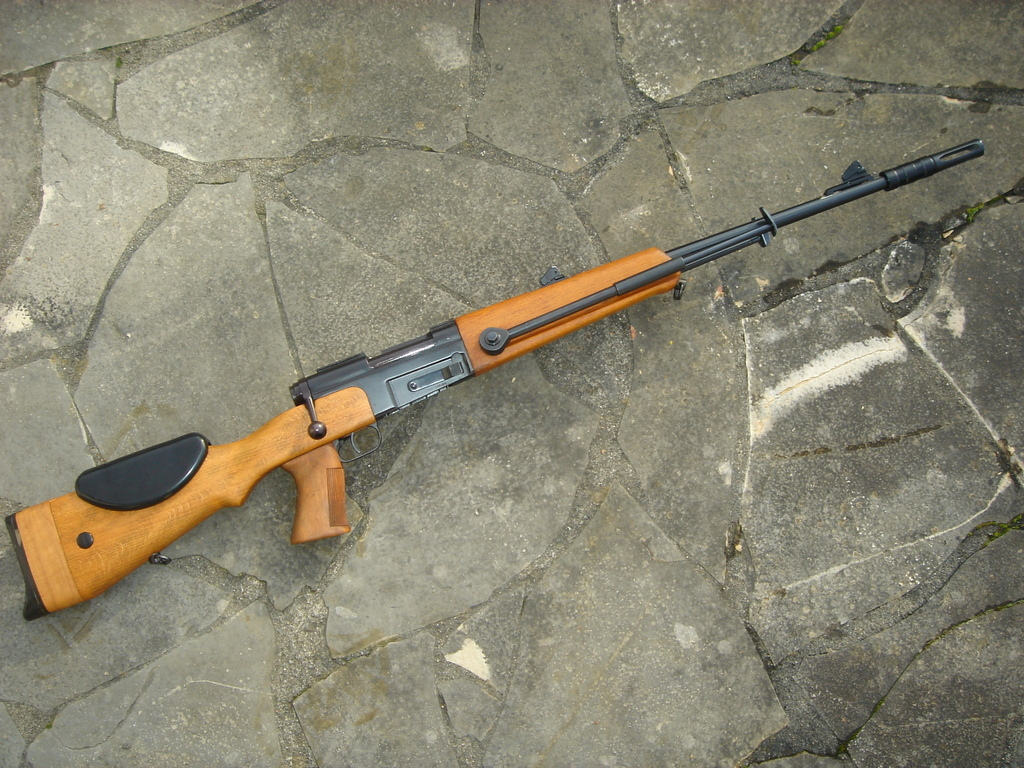
FR F1.

## Fordítás
- Ez a szócikk részben vagy egészben  a   FR F1 című angol Wikipédia-szócikk ezen változatának fordításán alapul.  Az eredeti cikk szerkesztőit annak laptörténete sorolja fel. Ez a jelzés csupán a megfogalmazás eredetét és a szerzői jogokat jelzi, nem szolgál a cikkben szereplő információk forrásmegjelöléseként.